# Oberonia podostachys
Oberonia podostachys är en orkidéart som beskrevs av Rudolf Schlechter. Oberonia podostachys ingår i släktet Oberonia och familjen orkidéer. Inga underarter finns listade i Catalogue of Life.